# Zierbeek (gehucht)
Zierbeek is een gehucht van het Belgische dorp Schepdaal in de gemeente Dilbeek.

## Toponymie
Het gehucht heette aanvankelijk 'Sirenbeke'. De Ferrariskaart van 1777 vermeldt het als Sierenbeeck.

## Historiek
Over de ontstaansgeschiedenis van het gehucht is weinig bekend, vermoed wordt dat het is ontstaan uit een Frankische nederzetting.
Omstreeks 1236 werd te Sirenbeke een schepenbank opgericht, het laathof van Wezemael, vernoemd naar het riddergeslacht van Wezenmael die als ministrialen fungeerden aan het hertogelijk hof van Hendrik II van Brabant. Van dan af was het een heerlijkheid. In 1381 kwam Sirenbeke in het bezit van Everaard t'Serclaes. en vanaf 1497 behoorde het toe aan de heren van Gaasbeek.
In 1826 werd Zierbeek samengevoegd met Schepdaal onder het bewind van koning Willem I der Nederlanden, voordien behoorde het gehucht tot de gemeente Sint-Martens-Lennik.
Op 30 april 1978 werd Zierbeek getroffen door een wolkbreuk met een grote overstroming tot gevolg.

## Bezienswaardigheden
- Watermolen Van den Eede, opgericht in 1600 aan de Jan De Trochstraat. De watermolen werd buitengebruik gesteld in 1907 en omgevormd tot woning. Na de Tweede Wereldoorlog werd het bouwsel afgebroken. Een grote wachtvijver houdt de herinnering levendig.[5]
- Hof te Zierbeek, een Brabantse vierkantshoeve uit de 19e eeuw.[6]